# Josep Masriera i Manovens
Josep Masriera i Manovens (Barcelona, 22 de gener de 1841 - 31 de gener de 1912) fou un pintor, orfebre, empresari i teòric. Artista amb gran influència a la societat, indústria, art i cultura catalanes dels segles XIX i XX. Convé ressaltar el seu respecte per les arts en general, que el portà a cercar el foment de la formació intel·lectual, que traslladà a tots els seus fills, en els quals feu néixer un fort compromís amb la cultura catalana. Les seves activitats empresarials i socials el feren formar part de tota mena de societats creades a l'època, tant artístiques com industrials. La seva visió empresarial, filla de la burgesia liberal catalana, fonamentada en un creixement industrial sostingut, el va convertir en referència de la societat civil de la Barcelona del moment.

## Joventut

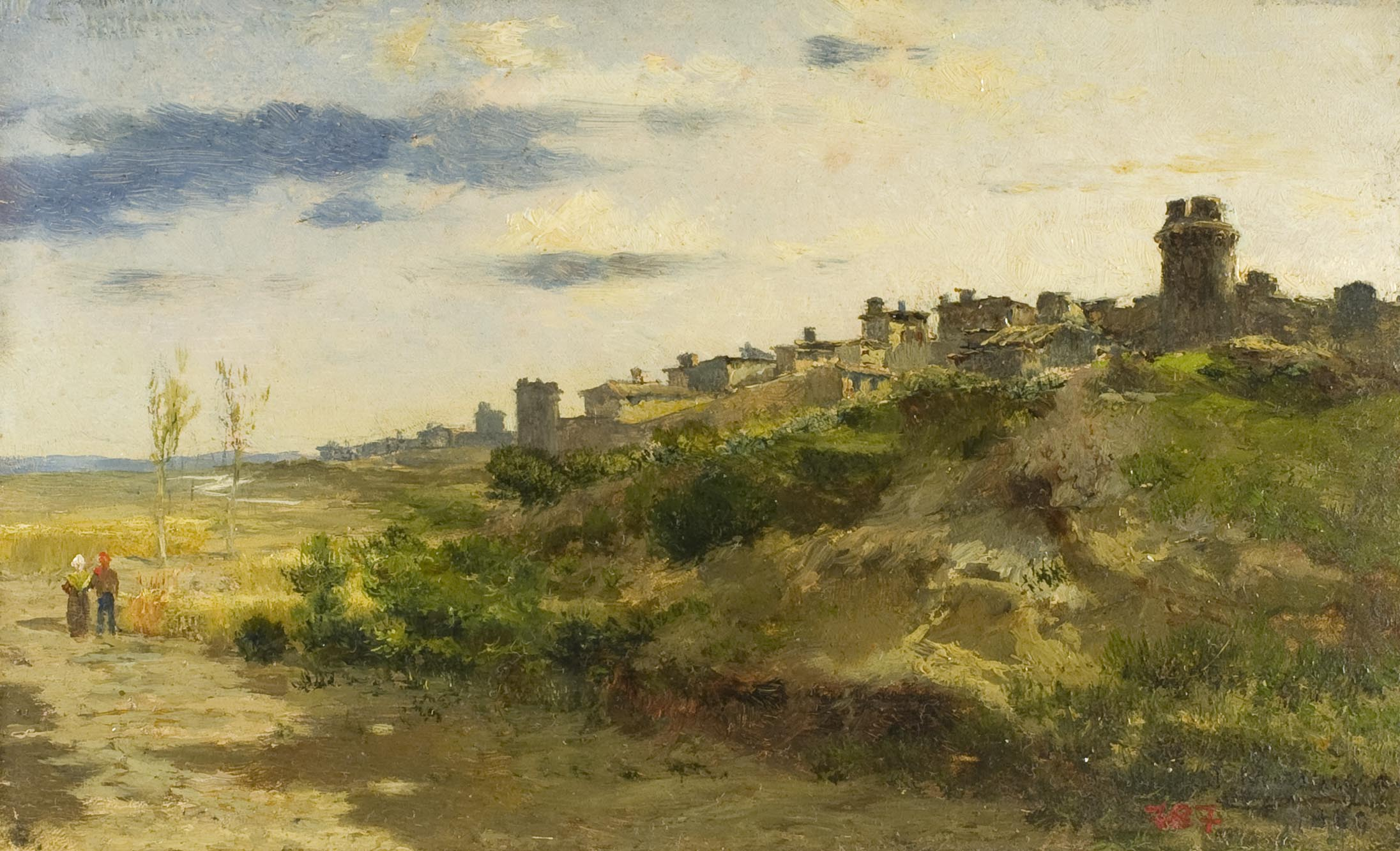
Hostalrich,s/datació. Museu Victor Balaguer

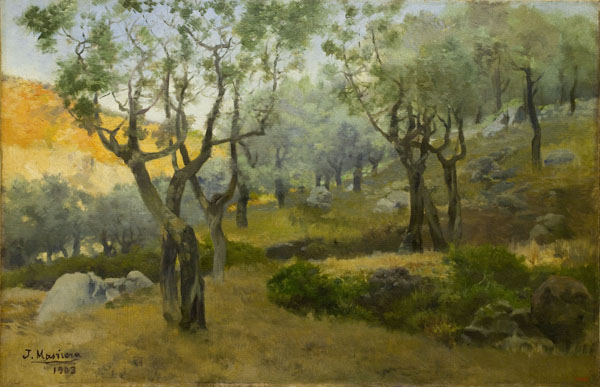
Paisatge,1903. MNAC

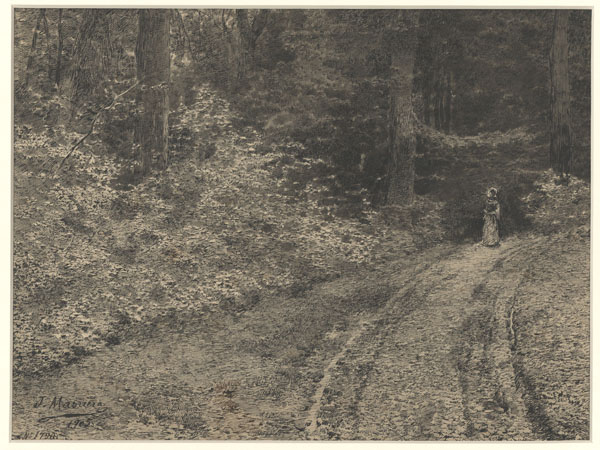
Drecera al bosc,1905 (Dibuix). MNAC

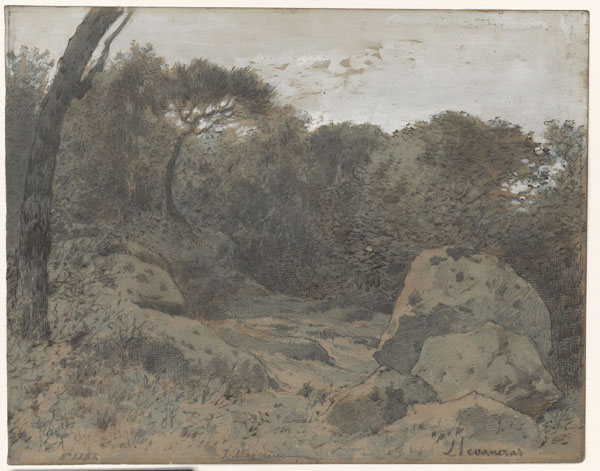
Paisatge de Llavaneres, s/datació (Dibuix). MNAC

Era fill d'una nissaga burgesa iniciada pel seu pare, Josep Masriera Vidal (1810-1875). El patriarca de la família era una persona molt lletrada, interessada en les arts, i sempre va encoratjar els seus fills a rebre una sòlida formació intel·lectual i artística, iaixí els inscrigué en escoles d'art, tant locals com internacionals.
Els Masriera foren una família d'artistes molt influents socialment, tant des del punt de vista industrial com cultural, i tant a Catalunya com a l'Espanya de finals del segle xix i començaments del segle xx. Amb la finalitat que la burgesia catalana pogués recuperar quotes de poder polític perdudes i pel fet de creure fermament que el progrés econòmic i el creixement industrial serien determinants en un futur proper, recolzaven la Restauració borbònica.
El negoci familiar d'orfebreria i joieria fou seguit pels fills, però cadascun, de manera personal, desenvolupà una activitat artística paral·lela, literària i pictòrica. Josep i Francesc Masriera i Manovens (1842-1902), en el camp de la pintura i Frederic Masriera i Manovens (1846-1932) a l'escultura com també a la fosa, on assoliren un considerable reconeixement i gaudiren d'un important renom.
Atès que tant les seves obres com l'activitat econòmica, acadèmica, cultural i social que portaren a terme contribuïren a l'evolució de les Arts, cal parlar d'una notable influència a Catalunya i a la resta de l'estat espanyol.
Foren uns viatgers inesgotables, Sempre interessats en els avantguardistes, visitarest per tot Europa els principals esdeveniments artístics i culturals de l'època, especialment els Salons organitzats a París i les exposicions nacionals i internacionals.
Josep Masriera i Manovens començà a treballar d'aprenent al taller del pare quan tenia deu anys. L'any 1857 ingressà a l'Acadèmia Provincial de Belles Arts, on fou deixeble de Lluís Rigalt i Farriols (1814-1894), per anar seguidament a l'acadèmia de Josep Serra i Porson (1824-1910). Més tard continuarà el seu aprenentatge amb els mestres Claudi Lorenzale i Sugrañes (1814-1889) i Josep de Manjarrés i de Bofarull (1816-1880).
L'any 1864 es va casar amb Clotilde Rosés i Ricart (1842-1925) amb la qual tingueren cinc fills: Josep Masriera i Rosés (1870-1918), Lluís Masriera i Rosés (1872-1958), Isabel Masriera i Rosés (1875-1881), Guillem Masriera i Rosés (1873-1934) i Ricard Masriera i Rosés (1878-1946).
Fou l'any 1867, que va anar a l'Escola de Belles Arts per a rebre classes de Dibuix Antic i Estètica.
Una llarga vida, realitzant variades activitats: empresarials, artístiques, culturals i acadèmiques.
Fou membre de molt heterogènies associacions: Asociación pro conservación de monumentos artísticos (1868), Comisión para la Exposición de Artes Suntuarias (1869). El juliol del 1869 és nomenat president del Gremi de Joiers i Argenters i secretari de la secció d'Arts Lliberals i Mecàniques de l'associació Foment de la Producció Nacional. Més tard, el 1870, serà vocal de la comissió per la promoció de les exposicions d'art i al cap de poc temps comença a relacionar-se amb la Societat Econòmica Barcelonesa d'Amics del País i amb l'Ateneu Català.
Al costat de Francesc Miquel i Badia participà, l'any 1871, a la comissió per promoure la participació dels artistes catalans a l'Exposició Universal de Lió (1872). Fou acadèmic de la Real Academia de Ciencias Naturales y Artes de Barcelona (1873) i de la Academia Provincial de Bellas Artes (1882).
Exercí la presidència del Cercle Artístic de Barcelona (1889), fundat l'any 1881, i de la secció de Belles Arts de l'Ateneu Barcelonès. Tingué tasques de jurat artístic a l'Exposició Universal de Barcelona (1888). Edità un àlbum ornamental titulat Álbum de cifras decorativas para artes e industrias (1880).
La seva preocupació i compromís amb la cultura i la seva prominent tasca de propagador de les arts s'expressà en un gran nombre de conferències, dissertacions, lectures públiques i escrits: Consideraciones sobre la constitución de premios y estado actual de las artes en España (1880) o Influencias del estilo japonés en las artes europeas (1885), a la Academia de Ciencias Naturales y Artes, amn les quals s'avança al Modernisme i proporciona unes primeres claus per entendre les tendències artístiques imminents.
Pel que fa a la seva feina com a teòric, va escriure llibres d'orfebreria: El grabado en las piedras finas, El arte de cincelar i El Arte Oriental. També va publicar biografies d'artistes a qui havia conegut, com Lluís Rigalt i Farriols (1894), Claudi Lorenzale i Sugrañes (1895) i Francesc Miquel i Badia (1900).

## Joieria Masriera
El pare Josep Masriera i Vidal, presenta la seva passantia l'any 1838, aconseguint el títol de "Maestro Artífice Platero". Cap a 1839, obre un taller al carrer Vigatans, núm. 4 de Barcelona i l'any 1841, inaugurà la tenda per tal de vendre les seves creacions.
D'ençà els seus començaments fou un gran empresari, curós per mantindre els contactes amb totes les noves tècniques de l'orfebreria i la joieria, viatjant per tot el món, esperit que va transmetre a la seva progènie, tot generant sinergies que feren els Masriera capdavanters de la joieria internacional i rebre al mateix temps molts premis i guardons.
Podríem considerar que el moment més culminant de reconeixement internacional, arribà a l'època del Modernisme quan el seu net, Lluís Masriera i Rosés es feu càrrec de la societat familiar, enlairant la joieria catalana a nivells artístics mai assolits, en tornar a treballar tècniques d'esmalt medievals (plique-à-jour), abandonades a Espanya feia segles. Josep Masriera, farà que Lluís perfeccioni i s'especialitzi a Ginebra al taller del mestre Frank Édouard Lossier (1852- ?¿), per aprendre les noves tècniques de l'esmalt.
L'any 1860, Josep, l'hereu de la família Masriera amb el seu pare, conformen la societat José Masriera e Hijos, com a director comença a recórrer Espanya i Europa, fonamentant noves relacions i fent conèixer el distintiu Masriera. Aquests tipus d'activitats l'hi donaren la possibilitat de tenir contacte amb les novetats tècniques i estilístiques més avantguardistes, tant pel que fa a l'orfebreria com a la pintura. A l'efecte de promocionar la joieria familiar, Josep pren la decisió de concórrer a l'Exposició Universal de París de 1867, fet que marcarà l'avenir de la firma catalana.
Aquest període marcarà un estil d'orfebreria típic de l'època, i molt proper als models barrocs malgrat que anirà derivant cap a una estètica premodernista. Entre 1874 i 1890, farà un gir cap a influències orientalistes, conreades i estimulades per Fortuny i altres artistes del moment.
Sota la direcció d'en Josep, la casa Masriera assoleix un gran nivell de qualitat tant pel que fa a la joieria com a l'orfebreria, obtenint nombroses medalles en exposicions internacionals.
L'any 1881 s'exposa a la botiga una peça d'orfebreria litúrgica: un calze d'or, plata i esmalts d'estil neogòtic amb ornamentació d'influència romana d'Orient amb símbols eucarístics. Santiago Alcolea, concreta que Josep Masriera i Manovens fou el dissenyador de la peça, fet que demostraria la seva gran capacitat artística.
La concepció de les Arts Industrials com una part essencial del concepte d'obra d'art, esdevingué una constant dels Masriera, fent que cerquessin la perfecció tècnica per a totes i cadascuna de les peces treballades. Dissenys d'artistes reconeguts, que col·laboraren amb la composició final, foren concretades pels operaris del taller a qui els Masriera els reconeixien una vàlua com artífex de la peça. Aquesta concepció es veurà reflectida a les dissertacions de Josep Masriera a la revista El Recuerdo, datada el 10 de gener de 1869 (Arte aplicado a la industria), on expressà el que segueix: 
| « | A este fin … ha abierto … nuestro catedrático José de Manjarrés, más clases dominicales públicas para enseñar los principios de Estética en que descansa la belleza, a los industriales cuyas producciones reclaman cada día más en su decadencia, el consorcio del arte y la industria, de que tantos beneficios morales y materiales se puede reportar. Morales, por cuanto tiende al perfeccionamiento de las sociedades, toda producción, por pequeña e insignificante que sea, que pretende pasar gozosa por el difícil camino de la belleza … | » |

El taller dels Masriera no era només una joieria que produïa peces per vendre, a més a més exercia les funcions de centre de difusió de novetats tècniques d'orfebreria vingudes de l'exterior i com a cercle impulsor de principis ideològics, culturals i artístics. D'altra banda es va convertir en referència del tipus d'economia de caràcter nacionalista, clau de la burgesia liberal catalana, sent els Masriera un dels seus representants més destacats. S'ha de tenir en compte la gran activitat de mecenatge dels Masriera, que volgué fomentar el progrés i el desenvolupament econòmic del país i al mateix temps difondre els valors de la seva cultura. Josep Masriera serà un dels promotors de l'Exposició Catalana de l'any 1871.
Josep Masriera i Manovens tenia un caràcter que cercava de manera constant la perfecció, tant en la vida professional com a la vida privada i artística. La seva inspiració constant en els ideals romàntics, servirà per cercar estímuls constants per a impulsar el seu país amb un compromís personal molt important. Aquesta idiosincràsia la podem veure reflectida a les seves paraules a la revista El Recuerdo:
| « | ... me voy a París y a Suiza ... nosotros vamos y hemos ido siempre a descubrir nuevos procedimientos con que adelantar nuestro ramo haciendo que el dinero así invertido, represente más tarde en una cantidad triple en España por los productos que hechos aquí en privado la importación de los que en su lugar hubieran venido del extranjero y esto lo hemos llevado hasta el sacrificio y pensamos seguir así mientras instamos en el corazón este amor al arte y a la patria, que es nuestra honra y nuestra gloria. El Recuerdo 6 de juny de 1869 | » |

### Premis
| Data | Tipus de Premi     | Població                         |
| ---- | ------------------ | -------------------------------- |
| 1871 | Primera Classe     | Barcelona                        |
| 1874 | Primera Classe     | Madrid                           |
| 1876 | Primer Premi       | Barcelona                        |
| 1885 | Primera Classe     | Saragossa                        |
| 1888 | Medalla d'Or       | Exposició Universal de Barcelona |
| 1888 | Medalla d'Or Única | Sociedad de Artífices Joyeros    |
| 1889 | Medalla d'Or       | Paris                            |
| 1896 | Medalla d'Or       | Lugo                             |

## Estudi-taller Masriera
Josep Vilaseca i Casanovas (1848-1910), fou l'encarregat de la construcció de l'estudi taller l'any 1882, que seria inaugurat amb gran enrenou a l'abril de 1884. L'any 1883 encarregaren a l'escultor Josep Reynés (1850-1926), dues escultures de pedra, representant els pintors Marià Fortuny (1838-1874) i Eduardo Rosales (1836-1873) per a encabir-les a l'atri de l'edifici, evidenciant els referents pictòrics dels germans Masriera.
La part interior del taller, un temple per a la religió de l'art, segons paraules de Lluís Permanyer, suggeria els estudis dels grans pintors europeus de finals de segle. Així doncs, com el taller de Fortuny a Roma o els de E.Meissonier (1815-1891) i J.L. Gèrome (1824-1904), era decorat amb antiguitats, catifes i gran diversitat d'objectes orientals de provinença xinesa o japonesa.
El temple taller dels Masriera, esdevingué ben aviat, en un lloc de reunió del món artístic cultural i social de Barcelona, així com de personalitats que visitaven la ciutat. Reberen la visita del pintor Federico de Madrazo (1815-1894) i del rei Lluís I de Portugal (1838-1889), mentre durava l'Exposició Universal de 1888, i anys més tard (1904), la del rei Alfonso XIII (1886-1941).

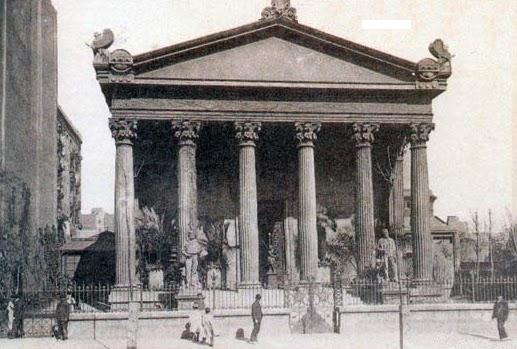
Estudi-taller Masriera. Foto:Àngel Toldrà Viazo, 1907.

La inauguració del temple taller, el 28 d'abril de 1884, es transformà en un esdeveniment social i cultural de gran importància, reflectit d'aquesta forma a les cròniques de premsa:
| « | ... en aquel santuario de las artes, siente uno elevado su espíritu á las regiones ideales de lo bello y estético y se queda en la contemplación sostenida de aquellas preciosidades. | » |

| « | Allí están representadas todas las épocas, todas las civilizaciones, todos los gustos artísticos. El palanquín japonés, el chinesco parasol, la guzla mahometana, la hamaca de las regiones cálidas, vónse allí en artística confusión revueltos con tapices preciosos, cuadros notables, sillas y mesas de época, albums, estudios, bocetos, maniquís y cuantos accesorios son indispensables para los trabajos artísticos de los señores Masriera. | » |

Entre els convidats, representants de la pintura catalana vuitcentista com Claudi Lorenzale, Modest Urgell, Josep Cusachs i Antoni Caba; literats com Carles Pirozzini, Gaietà Cornet i Mas i Artur Masriera i Colomer (1860-1929).
Pel que fa a les característiques de la col·lecció de l'estudi taller, podem considerar que es tractava de forma asistemàtica, donat que responia a criteris, més aviat pràctics, per les necessitats dels artistes que hi treballaven, que a una configuració basada en pressupostos intel·lectuals. Estèticament la col·lecció tenia una apreciació de caràcter eclèctic. Els Masriera reuniren objectes de variats estils, èpoques i orígens, amb certa inclinació cap a les tres tendències particulars de l'època: el japonesisme, l'historicisme i l'orientalisme.

## Revista manuscritaEl Recuerdo
Amb la finalitat de donar a conèixer els seus interessos artístics i personals, a més de les posicions sociopolítiques que defenien, els artistes i intel·lectuals recorrerien a la publicació de revistes, tot just començar el Romanticisme. Els germans Masriera i un grup d'amics, fundaren una revista setmanal manuscrita amb el títol ‘'El Recuerdo'', que no fou mai publicada, fet que evidencia que la finalitat no era la divulgació d'opinions; al contrari, un acte estrictament privat. Altrament la revista és una font documental de primer ordre i ens permet una anàlisi social, cultural, literària, artística i fins i tot històrica, per a ser un reflex del pensament, ideologia i el context socioeconòmic de la Barcelona dels darrers anys del segle xix.
La revista, embrió de la iniciativa de Josep Masriera i Manovens, feia reunions setmanals i tots i cadascun del membres hi contribuïen amb un text, un dibuix o un gravat. Començaven les sessions llegint les memòries i arguments elaborats per tots el participants i tot seguit eren enquadernats, fent possible un intercanvi de vivències, opinions i experiències. Confeccionaren un reglament de clara inspiració romàntica, d'un caràcter pràctic i moral, i varen integrar altres membres.
Els redactors de El Recuerdo, tenien una clara identificació amb la filosofia hegeliana i aquesta filiació és evident en els seus continguts; hi denotem un enaltiment del valors espirituals de la religió, la filosofia, la política, les costums i la moral.
Josep era un home molt il·lustrat i de gran sensibilitat, i encoratjà sempre que pogué els valors socials, culturals i econòmics de la seva estimada Catalunya, amb participació directa a qualsevol àmbit per a impulsar el progrés del seu país. El seu catalanisme conservador feia incidència directa damunt l'estabilitat social de Catalunya, fent contrapès al liberalisme nacionalista. Una visió dels seus escrits, va teixint una actitud més radical, a prop de temes que afectaven a la llengua i a la cultura catalana.

## Josep Masriera i Manovens, el pintor paisatgista
Josep inicià la seva formació com a pintor al taller de Josep Serra Porson i a l'escola de la Llotja, fou deixeble de Lluís Rigalt. Aquest era defensor d'una pintura paisatgística producte de l'estudi de la natura, mètode que s'allunyava dels sistemes tradicionals i que de mica en mica va anar modelant el caire artístic del seu deixeble. Amb el pas del temps, Josep Masriera, es va convertir en referència de renom al marc artístic català, tot i que els referents pictòrics internacionals formaren part de la seva marca personal, influències que vingueren dels seus nombrosos viatges a Londres, Paris i altres capitals europees. En conseqüència, a finals del decenni dels 60, podríem dir que Josep ja tenia un llenguatge pictòric personal i comença a participar en exposicions nacionals i internacionals. Per a Josep la pintura es convertí en una necessitat vital i aprofitava qualsevol oportunitat per a immergir-se amb total devoció, cercant la relaxació en el conreu de l'art.
Segons Bonaventura Bassegoda:
| « | para él la pintura era un fin; era un sedante en la agitación de su vida de trabajo, era la satisfacción de una necesidad de orden espiritual, y pintaba por mandato imperativo de su voluntad . | » |

La seva pintura era a plein air, seguint els principis del professor Lluís Rigalt. En els seus paisatges no hi apareix mai la mà de l'home, considerada com artificiosa, per tant podríem que fou un genuí naturalista. En aquest fet hi trobem la seva diferència amb els pintors romàntics, no fonamenta la lluita de l'home amb les forces de la natura, ans al contrari la seva pintura reflecteix una vivència diferent, l'íntima relació i comunicació de la natura i l'home.
La seva obra pictòrica la trobem molt centrada al poble de Llavaneres, retratant la bellesa dels seus paisatges, en un procés que culmina amb una idealització de la realitat.
| « | Como naturalista no embellece sino que elige lo bello. | » |

La seva activitat pictòrica es podria diferenciar en tres etapes; un període de formació (1854-1861); una etapa central (1862-1900), on Josep contacta amb les darreres tendències i una últim tram de maduresa de 1901 fins a la seva mort, que es converteix en un trànsit en mig de dues corrents: la francesa i l'escola espanyola de Roma. Va realitzar nombroses pintures, a l'oli, apunts a llapis, a la ploma, i aiguamarines.
El seu procés evolutiu per començar, obre amb una execució més forta i naturalista, on el detall té tendència a anar desapareixent i la paleta cromàtica comença a respondre a tendències més actualitzades. La seva pintura anirà patint una transformació tant tècnica com estilística, d'un realisme inicial cap a l'impressionisme, tot conservant una substància notablement romàntica.
L'obra de la seva etapa de maduresa, es caracteritza per un inconfusible realisme, fent una selecció força més encisador de la natura, cercant la bellesa més harmònica. Els seus quadres eren a prop del paisatgisme de l'època de la Restauració, defensats pels deixebles de Ramon Martí i Alsina, propers a l'escola d'il·luministes de Sitges i també a l'escola de Barbizon, amb el seu pleinairisme, propers a un sentiment poètic i panteístic.
Josep Masriera, volia una pintura sense tecnicismes ni gaires conceptualitzacions i el seu paisatge, com a primera idea, calia que fos gratificant d'admirar. Fidel als conceptes del pensament romàntic estableix el seu sentiment nacionalista, amb les idees d'art, bellesa i moral. Donat que la seva producció artística correspon a un corrent més aviat conservador, no ha assolit l'interés de la historiografia de l'art del segle xx, així doncs la seva obra no ha estat analitzada amb serietat ni la seva personalitat considerada amb la importància merescuda.
S'ha de tenir en compte que Josep Masriera, rebé moltes lloances per part de la crítica artística del moment, pel seu bon gust i l'harmonia dels seus treballs. Francesc Miquel i Badia, el crític d'art més destacat de la Restauració, creia que Josep Masriera, fusionava el realisme i l'elegància. El crític Carles Pirozzini, realçava el seu catalanisme per les seves representacions de paisatges del país.
Moltes vegades els germans Masriera, duien a terme obres a dues mans, Josep pintava el paisatge i Francesc les figures, per exemple: La Montagne Verte, 1880; No Vénen!, 1884. De les seves obres podríem destacar: Estany d'en Rubió,1887 premiada amb la: Tercera Medalla de la Exposición Nacional de Bellas Artes (1878); Paisaje de Llavaneras,1886; Detall de Llavaneres,1890; Paisaje de la Garriga,1897 i Las casas de Massorrà,1907. La seva il·luminació i la varietat de tons, aconseguiren estimular la imaginació dels observadors.
Estany d'en Rubió, és considerada una de les obres més importants de la producció artística de Josep Masriera, presenta com acostuma un realisme clar.Hi podem valorar els efectes lumínics que permeten rebre la sensació de la caiguda de les fulles seques en un matí de tardor, gronxades pel vent, tot portant cap a un sentiment de malenconia.Detall de Llavaneres, representada a l'article, és un dels paisatges més apreciats del seu treball; un camp d'oliveres, sense cap artifici, on el veritable protagonista són els troncs recargolats de les oliveres.
A Paisatge, 1903; podem veure un dels trets diferencials de la seva pintura: les vistes dels seus quadres són tranquil·les, equilibrades, properes a l'home, pensades per a gaudir-les. Convé ressaltar que aquest paisatge tipus, serà més tard idealitzat pels noucentistes per creure que era autènticament català.

### Evolució Pictòrica
Per començar rep influències de la pintura francesa, però com a resultat d'un viatge a Itàlia, l'any 1869, pren contacte amb els objectius i propostes de l'escola espanyola de Roma i té un primer contacte, amb Domenico Morelli (1826-1901) i el seu naturalisme lumínic, coneixent el tractament de la llum de Fortuny, i amb el treball de pintors de Reus com Tomas Moragas i Torras (1837-1906), José Armet Portanell i Arcadi Mas i Fontdevila (1852-1934). Hi ha certa vinculació amb el pintor madrileny Martín Rico Ortega (1833-1908), deixeble de Daubigny.
Pel que fa a la seva relació amb el naturalisme, el decenni dels 70, suposa la ratificació de la seva pertinença, allunyant-se del corrent eclèctic de l'època. El seu naturalisme, sempre lligat a propostes romàntiques, molt presents al seu recorregut artístic i personal. Cap a la fi de la seva vida, sorgiran altres connexions amb moviments pictòrics més moderns.

### Influències
Fent referència al sediment ideològic de Josep Masriera, Maria Teresa Serraclara i Plà declara:
| « | Lo podemos conectar con los postulados técnicos y metodológicos de Arnold Hauser desde la perspectiva de que el arte es la elevación personal del artista ante la vida y el pintar se convierte en necesidad para el artista. | » |

Caldria considerar la ressonància i les influències que tingué la fundació de l'Academia Española de Roma (1873) en el terreny nacional, i que foren importants: la recerca de la novetat a la temàtica, l'anecdòtica, la importància d'una pinzellada amb més detall i la vivesa de la llum. Així mateix, els pintors de gran influència foren Eduardo Rosales (1836-1873) i Mariano Fortuny (1838-1874).
El gust pel paisatge, iniciat per l'escola de Barbizon, amb els pintors Charles François Daubigny (1817-1878) i Jean Louis Ernest Meissoner (1815-1891), amb especial atenció a les pintures de Daubigny, com comenta Maria Teresa Serraclara i Plà:
| « | sabe que en la expo universal de 1878 de París, Josep Masriera visita a Daubigny que expuso varios de sus lienzos. Este artista se dedicó exclusivamente al paisaje y se inicia estilísticamente dentro del romanticismo. | » |

S'han de tenir en compte així mateix, les expectatives que tot allò que vingué d'Espanya, produïa a França, fenomen batejat com a Neogoyismo, i la preferència pels tons pastel, trets de la paleta cromàtica de François Boucher (1703-1770) i Jean Antoine Watteau (1684-1721).
Val la pena recordar, la introducció de la moda de les estampes japoneses, introduïda pels germans Goncourt, Edmon(1822-1896) i Jules(1830-1870).
Josep Masriera en serà el reflex a l'àmbit català i acabarà sent una de les grans referències de la pintura de l'època.
L'any 1915, el seu fill Lluís Masriera i Roses, proposa a l'Acadèmia de Sant Jordi, la creació de la medalla Josep Masriera, per a promocionar i impulsar a nous artistes que volgueren fer del paisatge la seva inspiració. Aquest esdeveniment s'organitzà del 1916 fins a 1962.